# آرتیوم، آذربایجان
آرتیوم (به لاتین: Artyom) یکی از شهرهای جمهوری آذربایجان است که از توابع شهر باکو است. جمعیت این شهر در سرشماری سال ۲۰۱۱ میلادی، ۱۵۷۰۰ نفر بود.